# 2. Handball-Bundesliga (Frauen) 2010/11
Die 2. Handball-Bundesliga (Frauen) startete in der Saison 2010/11 zum letzten Mal mit einer Nord- und einer Südstaffel. 

## Saisonverlauf
Erneut wurden Aufstiegs-Play-Offs unter den ersten Vier beider Staffeln durchgeführt. Die Verlierer dieser Play-offs, die beiden Absteiger aus der 1. Bundesliga und die Mannschaften auf den Plätzen 5–7 qualifizieren sich für die eingleisige 2. Bundesliga. Die beiden Sieger der Relegation zwischen den jeweiligen Gruppenachten und den vier Drittligameistern komplettieren das Teilnehmerfeld der neuen 16er Liga. Die letzten vier Mannschaften jeder Staffel steigen direkt in die 3. Liga ab. Die Vereine wurden nach geographischen Gesichtspunkten in die Nord- und Südstaffel eingeteilt.

## Staffel Nord

### Spielstätten
| Verein                  | Halle                               | Kapazität |
| ----------------------- | ----------------------------------- | --------- |
| SVG Celle               | HBG-Halle                           | 1000      |
| BVB Füchse Berlin       | Sömmeringhalle                      | 2800      |
| SV Greven 09            | Rönnesporthalle                     | 1200      |
| SV Union Halle-Neustadt | Universitätssporthalle              | 450       |
| TSV Travemünde          | Senator-Emil-Possehl-Halle          | 400       |
| TSV Nord Harrislee      | Holmberghalle                       | 800       |
| TV Oyten                | Pestalozzihalle                     | 600       |
| TSG Wismar              | Sporthalle Bürgermeister-Haupt-Str. | 1500      |
| HSC 2000 Magdeburg      | Mittelland-Halle                    | 460       |
| MTV 1860 Altlandsberg   | Erlengrundhalle                     |           |
| VfL Wolfsburg           | Sporthalle BBS I                    |           |
| TuS Lintfort            | Sporthalle Eyller Str.              | 800       |

### Tabelle
| Pl. | Verein                    | Sp. | S  | U | N  | Tore    | Diff. | Pkt.  |
| --- | ------------------------- | --- | -- | - | -- | ------- | ----- | ----- |
| 01. | SVG Celle (A)             | 22  | 20 | 1 | 1  | 689:546 | +143  | 41:30 |
| 02. | MTV 1860 Altlandsberg (N) | 22  | 14 | 1 | 7  | 673:667 | 0+6   | 29:15 |
| 03. | SV Union Halle-Neustadt   | 22  | 14 | 0 | 8  | 632:612 | 0+20  | 28:16 |
| 04. | TSV Travemünde            | 22  | 13 | 1 | 8  | 651:643 | 0+8   | 27:17 |
| 05. | VfL Wolfsburg (N)         | 22  | 13 | 0 | 9  | 635:612 | 0+23  | 26:18 |
| 06. | SC Greven 09              | 22  | 12 | 0 | 10 | 658:620 | 0+38  | 24:20 |
| 07. | TSV Nord Harrislee        | 22  | 11 | 2 | 9  | 612:622 | 0−10  | 24:20 |
| 08. | TSG Wismar                | 22  | 8  | 5 | 9  | 646:642 | 0+4   | 21:23 |
| 09. | BVB Füchse Berlin         | 22  | 8  | 2 | 12 | 591:584 | 0+7   | 18:26 |
| 10. | HSC 2000 Magdeburg        | 22  | 5  | 3 | 14 | 565:605 | 0−40  | 13:31 |
| 11. | TV Oyten                  | 22  | 3  | 1 | 18 | 640:736 | 0−96  | 07:37 |
| 12. | TuS Lintfort (N)          | 22  | 2  | 2 | 18 | 582:685 | −103  | 06:38 |

Aufsteiger in die 1. Bundesliga: SVG Celle

Absteiger aus der 1. Bundesliga: SG Handball Rosengarten

Absteiger in die 3. Liga: BVB Füchse Berlin, HSC 2000 Magdeburg, TV Oyten, TuS Lintfort

Aufsteiger aus den 3. Liga: –
| Legende | Legende                               |
| ------- | ------------------------------------- |
|         | Teilnehmer an den Aufstiegs-Play-Offs |
|         | Teilnahme an der Abstiegsrelegation   |
|         | Absteiger in die 3. Liga              |
| (A)     | Absteiger aus der 1. Bundesliga       |
| (N)     | Aufsteiger aus der Regionalliga       |

## Staffel Süd

### Spielstätten
| Verein                | Halle                                              | Kapazität |
| --------------------- | -------------------------------------------------- | --------- |
| SV Allensbach         | Riesenberghalle                                    | 1000      |
| HSG Bad Wildungen     | Ensesporthalle                                     | 800       |
| HSG Bensheim/Auerbach | Weststadthalle                                     | 2000      |
| TV Mainzlar           | Sporthalle Clemens-Brentano-Europaschule           | 400       |
| TuS Metzingen         | Ösch-Sporthalle                                    |           |
| TV Nellingen          | Sporthalle 1                                       |           |
| SC Riesa              | WM-Sporthalle                                      | 528       |
| TuS Weibern           | Robert-Wolff Halle                                 |           |
| BSV Sachsen Zwickau   | Zwickau-Neuplanitz                                 |           |
| Borussia Dortmund     | Sporthalle Wellinghofen                            | 2500      |
| HSG Albstadt          | Mazmannhalle                                       | 1200      |
| 1. FSV Mainz          | Sporthalle der Gustav-Stresemann-Wirtschaftsschule |           |

### Tabelle
| Pl. | Verein                | Sp. | S  | U | N  | Tore    | Diff. | Pkt.  |
| --- | --------------------- | --- | -- | - | -- | ------- | ----- | ----- |
| 01. | HSG Bad Wildungen     | 20  | 16 | 0 | 4  | 633:508 | +125  | 32:80 |
| 02. | TV Nellingen          | 20  | 15 | 1 | 4  | 616:507 | +109  | 31:90 |
| 03. | HSG Bensheim/Auerbach | 20  | 14 | 1 | 5  | 639:537 | +102  | 29:11 |
| 04. | TuS Metzingen         | 20  | 13 | 1 | 6  | 585:517 | 0+68  | 27:13 |
| 05. | TuS Weibern           | 20  | 11 | 2 | 7  | 573:545 | 0+28  | 24:16 |
| 06. | BSV Sachsen Zwickau   | 20  | 11 | 1 | 8  | 594:563 | 0+31  | 23:17 |
| 07. | Borussia Dortmund (A) | 20  | 10 | 2 | 8  | 579:550 | 0+29  | 22:18 |
| 08. | SV Allensbach         | 20  | 7  | 0 | 13 | 524:603 | 0−79  | 14:26 |
| 09. | SC Riesa (R)          | 20  | 6  | 0 | 14 | 510:548 | 0−38  | 12:28 |
| 10. | 1. FSV Mainz 05 (N)   | 20  | 1  | 2 | 17 | 481:635 | −154  | 04:36 |
| 11. | HSG Albstadt (N)      | 20  | 0  | 2 | 18 | 467:688 | −221  | 02:38 |
| 12. | TV Mainzlar           | 0   | 0  | 0 | 0  | 00:00   | 0±0   | 00:00 |

- Die Mannschaft des TV Mainzlar wurde am 26. Januar 2011 zurückgezogen. Alle bisher ausgetragenen Spiele des TV Mainzlar wurden aus der Wertung genommen.

Aufsteiger in die 1. Bundesliga: HSG Bad Wildungen

Absteiger aus der 1. Bundesliga: SG Bietigheim-Metterzimmern

Absteiger in die 3. Liga: SV Allensbach, SC Riesa, 1. FSV Mainz 05, HSG Albstadt, TV Mainzlar

Aufsteiger aus den 3. Liga: TSG Ketsch
| Legende | Legende                                |
| ------- | -------------------------------------- |
|         | Teilnehmer an den Aufstiegs-Play-Offs  |
|         | Teilnahme an der Abstiegsrelegation    |
|         | Absteiger in die 3. Liga               |
| (A)     | Absteiger aus der 1. Bundesliga        |
| (R)     | Relegationsplatz in der letzten Saison |
| (N)     | Aufsteiger aus der Regionalliga        |

## Aufstiegs-Play-Offs

### Halbfinalspiele
In den Aufstiegs-Play-Offs spielt immer der Gruppenerste gegen den Gruppenvierten und der Gruppenzweite gegen den Gruppendritten der anderen Gruppe. Der Gruppenerste und Gruppenzweite haben das Recht das Rückspiel zu Hause auszutragen. Die Hinspiele finden am 27. April 2011, die Rückspiele am 30. April und 1. Mai 2011 statt. Der MTV 1860 Altlandsberg verzichtet auf die Teilnahme an den Aufstiegs-Play-Offs, so dass die HSG Bensheim/Auerbach kampflos in das Finale einzieht.
| Mannschaft 1            | Mannschaft 2          | Hinspiel             | Rückspiel            | Gesamt   |
| ----------------------- | --------------------- | -------------------- | -------------------- | -------- |
| TuS Metzingen           | SVG Celle             | 27.04. Mi. 20:00 Uhr | 30.04. Sa. 19:30 Uhr | 47:56    |
| TuS Metzingen           | SVG Celle             | 21:24 (10:8)0        | 26:32 (12:13)        | 47:56    |
| TSV Travemünde          | HSG Bad Wildungen     | 27.04. Mi. 19:30 Uhr | 01.05. So. 16:00 Uhr | 49:66    |
| TSV Travemünde          | HSG Bad Wildungen     | 24:31 (14:18)        | 25:35 (11:16)        | 49:66    |
| HSG Bensheim/Auerbach   | MTV 1860 Altlandsberg | 27.04. Mi. 00:00 Uhr | 30.04. Sa. 00:00 Uhr | kampflos |
| HSG Bensheim/Auerbach   | MTV 1860 Altlandsberg | -:- (-:-)            | -:- (-:-)            | kampflos |
| SV Union Halle-Neustadt | TV Nellingen          | 27.04. Mi. 19:30 Uhr | 01.05. So. 16:00 Uhr | 51:52    |
| SV Union Halle-Neustadt | TV Nellingen          | 25:25 (15:14)        | 26:27 (11:14)        | 51:52    |

### Finale
Der Gewinner jeder Begegnung steigt in die 1. Bundesliga auf. Die Hinspiele finden am 7. Mai 2011, die Rückspiele am 14. Mai 2011 statt.
| Mannschaft 1          | Mannschaft 2      | Hinspiel             | Rückspiel            | Gesamt |
| --------------------- | ----------------- | -------------------- | -------------------- | ------ |
| TV Nellingen          | SVG Celle         | 07.05. Sa. 18:00 Uhr | 14.05. Sa. 19:30 Uhr | 60:60* |
| TV Nellingen          | SVG Celle         | 30:34 (12:16)        | 30:26 (17:15)        | 60:60* |
| HSG Bensheim/Auerbach | HSG Bad Wildungen | 07.05. Sa. 20:00 Uhr | 14.05. Sa. 19:00 Uhr | 51:61  |
| HSG Bensheim/Auerbach | HSG Bad Wildungen | 26:29 (16:14)        | 25:32 (10:19)        | 51:61  |

* Der SVG Celle qualifiziert sich aufgrund der Auswärtstorregel für die 1. Bundesliga.

## Abstiegsrelegation
Die HSG Blomberg-Lippe II (3. Liga Ost) und die Roten Löwen Bascharage (3. Liga West) sowie eventuelle Nachrücker verzichteten auf eine Teilnahme an der Relegation. Die beiden Sieger spielen nächste Saison in der 2. Bundesliga, während die beiden Verlierer in der 3. Liga spielen.
| Mannschaft 1                           | Mannschaft 2                             | Hinspiel             | Rückspiel            | Gesamt |
| -------------------------------------- | ---------------------------------------- | -------------------- | -------------------- | ------ |
| VfL Oldenburg II (1. der 3. Liga Nord) | TSG Wismar (8. der 2. Bundesliga Nord)   | 15.05. So. 16:30 Uhr | 21.05. Sa. 16:00 Uhr | 49:51  |
| VfL Oldenburg II (1. der 3. Liga Nord) | TSG Wismar (8. der 2. Bundesliga Nord)   | 27:27 (17:10)        | 22:24 (11:11)        | 49:51  |
| TSG Ketsch (1. der 3. Liga Süd)        | SV Allensbach (8. der 2. Bundesliga Süd) | 14.05. Sa. 19:30 Uhr | 21.05. Sa. 19:30 Uhr | 60:56  |
| TSG Ketsch (1. der 3. Liga Süd)        | SV Allensbach (8. der 2. Bundesliga Süd) | 31:26 (13:13)        | 29:30 (17:16)        | 60:56  |